# 2428 Каменяр
2428 Каменя́р (2428 Kamenyar) — астероїд головного поясу, відкритий 11 вересня 1977 року.
Тіссеранів параметр щодо Юпітера — 3,175.
Відкритий 11 листопада 1977 року радянським астрономом Миколою Черних у Кримській обсерваторії і названий на честь поета і письменника Івана Франка, прозваного «Каменарем» за назвою одного зі своїх найвідоміших творів — вірша «Каменярі».